# موش مانداب نمادین
موش مانداب نمادین (نام علمی: Otomys typus) نام یک گونه از سرده موش‌های مانداب است.